# نعیم اسلام
نعیم اسلام (بنگالی: মোহাম্মদ নাঈম ইসলাম؛ زادهٔ ۳۱ دسامبر ۱۹۸۶) بازیکن کریکت اهل بنگلادش است.